# Homalocarpus digitatus
Homalocarpus digitatus là một loài thực vật có hoa trong họ Hoa tán. Loài này được (Phil.) Mathias & Constance mô tả khoa học đầu tiên năm 1965.